# J. F. Schwarzlose Söhne
J.F. Schwarzlose Söhne ("Иоахим Фридрих Шварцлозе и Сыновья") – крупнейший немецкий производитель парфюмерии, существовавший с 1856 по 1976 годы. Расцвет компании пришёлся на период между 1870-ми и началом Второй мировой войны. Она специализировалась на производстве духов, но также продавала пудры, мыло и другие туалетные принадлежности. Парфюмерный дом был возрождён в 2012 году как J.F. Schwarzlose Berlin. Сейчас он выпускает только парфюмерию, и некоторые ароматы сохранили свои исторические торговые названия.

## История
В 1856 году производитель клавишных инструментов Иоахим Фридрих Шварцлозе (Joachim Friedrich Schwarzlose) открыл аптеку J.F. Schwarzlose Söhne для своих детей. Она располагалась на улице Маркграфенштрассе, 29. В 1858 году J.F.Schwarzlose Söhne поглощает парфюмерную компанию Treu & Nuglisch, поставщика королевского двора. Новым названием объединенной марки стало J.F. Schwarzlose Söhne - Treu & Nuglisch.
В 1902 году Эрнст Котнер (Ernst Köthner), внук Иоахима Фридриха Шварцлозе, остается единственным владельцем марки J.F. Schwarzlose Söhne, а в 1922 году его супруга, Эдвига (Hedwig Köthner), переименовывает компанию в J.F. Schwarzlose Söhne GmbH. Торговля ведется все там же – в фирменном магазине по улице Маркграфенштрассе, 29, а фабрика располагается по адресу Дрейштрассе, 5. Компания развивается и становится известной по всему миру – от Европы до Азии и даже Австралии. Флакон духов, найденный в коллекции Императора Пу И, подтверждает, что безупречная репутация J.F. Schwarzlose была известна даже в Китае.
В 1930 году компания переживает мощный удар – инфляцию, но ей удается сохранить свою безупречную репутацию. В сентябре 1930 года магазин переезжает в более современное помещение на улице Лейпцигерштрассе 113, а через месяц Эрнст Котнер умирает. Его сын Вернер (Werner Köthner) перенимает руководство компанией, и после смерти матери Эдвиги, становится единственным управляющим директором.
В 1944 году фабрики и магазины подвергаются бомбежке и разрушаются, но уже в 1947 году Ани Котнер (Anni Köthner) возобновляет бизнес, сначала в Гамбурге, а после возвращается в Берлин. В 1961 году Берлинская стена разделяет магазины в районах Пренцлауэр-Берг, Лейпцигерштрассе и Моабит. В 1976 Анни Мюллер-Годет (Anni Müller-Godet), урожденная Котнер, закрывает дело J.F. Schwarzlose Söhne.
В 2012 году марка возвращается под именем J.F. Schwarzlose Berlin.

## Продукция
Ароматами, которые прославили J.F. Schwarzlose, были цветочные "Rosa Centifolia" и "Hymen", фантазийный букет "Royalin", а также мужской одеколон "Finale". В период между Первой и Второй мировыми войнами кожаный "Juchten" и женственный "1A-33" были популярны по всей Германии и Европе. Необычное название последнего вдохновлено номерными знаками берлинских автомобилей. Флакон в стиле ардеко напоминал решетку автомобильного радиатора и символизировал современный образ жизни в прогрессивной и интеллектуальной столице. Также известны другие ароматы J.F. Schwarzlose: "Treffpunkt 8 Uhr", "Hohenzollern Veilchen", "Lilaflor", "Jockey Club", "Kyphi", "JSera", "Spanisch Leder", "Frappanta Maiglöckchen", "Hyazina", "Prachtnelke", "Juchten", "Violette Sola Vera", "Chic" и другие.

## J. F. Schwarzlose Berlin
Новая компания, продолжающая дело J.F. Schwarzlose Söhne, была основана в 2012 году под названием J.F. Schwarzlose Berlin. Совместно с парфюмером компании IFF Вероник Нибер (Véronique Nyberg), основатель возрождённого парфюмерного дома J.F. Schwarzlose – известный дизайнер флаконов Луц Германн (Lutz Herrmann) – создали более 6 ароматов, среди которых цветочный "1A-33" с ярким аккордом липы, пряный "Treffpunkt 8 Uhr", "Trance" – повторяют исторические названия. "Rausch", "Zeitgeist" и "Altruist" – это абсолютно новые композиции, а "Leder 6" (первоначально "Fetisch") возвращает нас к традициям кожаных ароматов в духе "Spanisch Leder".